# Министарство породице, омладине и спорта Републике Српске
Министарство породице, омладине и спорта Републике Српске је једно од министарстава Владе Републике Српске које се бави пословима у области породице, омладине и спорта Републике Српске.
Садашњи министар породице, омладине и спорта Републике Српске је Соња Давидовић.

## Задатак
Главни задатак Министарства породице, омладине и спорта Републике Српске је промоција националног спортског признања Републике Српске.

## Организација
- Одјељење за породицу
- Одјељење за омладину
- Одјељење за спорт

## Историја
Некадашње „Министарство за породицу, омладину и спорт Републике Српске“ је у складу са одлукама Владе Републике Српске промијенило назив у „Министарство породице, омладине и спорта Републике Српске“.

## Досадашњи министри
- Нада Тешановић (од 2. фебруара 2011)
- Проко Драгосављевић (до 29. децембра 2010, односно до 2. фебруара 2011. у техничком мандату);
- Милорад Каралић (од 18. јануара 1998. до 12. јануара 2001)[1]